# Beregazzo con Figliaro
Beregazzo con Figliaro é uma comuna italiana da região da Lombardia, província de Como, com cerca de 2.309 habitantes. Estende-se por uma área de 3 km², tendo uma densidade populacional de 770 hab/km². Faz fronteira com Appiano Gentile, Binago, Castelnuovo Bozzente, Lurate Caccivio, Olgiate Comasco, Oltrona di San Mamette, Solbiate.

## Demografia
| Variação demográfica do município entre 1861 e 2011                               |
|                                                                                   |
| Fonte: Istituto Nazionale di Statistica (ISTAT) - Elaboração gráfica da Wikipedia |